# Пам'ятник Тарасові Шевченку (Антонів)
Пам'ятник Тарасові Шевченку в Шманьківцях — погруддя українського поета Тараса Григоровича Шевченка в селі Антонів Чортківського району на Тернопільщині.
Пам'ятка монументального мистецтва місцевого значення, охоронний номер 622.

## Опис
Пам'ятник споруджено 1963 року. Відновлений 2011 року.
Погруддя виготовлене з бетону, постамент — із каменю, висота — 4 м.
Погруддя масового виробництва.
У центрі постамента напис «Т. Г. Шевченко 1814—1861»